# 비비안 여
비비안 여(중국어 정체자: 楊秀惠, 병음: Yáng Xìuhùi 양슈후이[*], 한자음: 양수혜, Vivien Yeo Siew Hui, 1984년 7월 20일 ~ )는 말레이시아 출신 홍콩의 배우, 텔레비전 진행자이다.